# Švanom
Švanom ili neurinom је pretežno dobroćudni ili dosta retko zloćudni tumor nervnog tkiva koji nastaju od Švanovih ćelija koje okružuju periferne, kranijalne i autonomne nerve. Kod čoveka mogu biti prisutni na različitim mestima tela ali su dominantno lokalizovani, u do 45% slučajeva, na glavi i vratu i mogu imitirati različitu patologiju. Najčešće se klasifikuju prema nervu sa koga polaze i prema mestu gde se nalaze na glavi i vratu.
Švanomi rastu sporo, što otežava njihovu dijagnozu i lečenje obolelih, i zato zahtevaju sprovođenje odgovarajućeg dijagnostičkog protokola radi diferencijalne dijagnoze malignih i benignih lezija. Lokalizacija švanoma uslovljava terapijski pristup bolesniku.

## Epidemiologija
Kod čoveka 5% svih benignih tumora čine švanomi, a 25–45% ekstrakranijalnih švanoma nalaze se na glavi i vratu i nemaju predilekciju s obzirom na rasu i pol.
Maligni švanomi su retkost i mogu da čine oko 5% mekotkivnih sarkoma.

## Etiopatogeneza
Švanomi su tumori nervnog tkiva koji potiču od Švanovih ćelija koje okružuju periferne nerve. Ekstrakranijalni švanomi kod 25–45% bolesnika nalaze se na glavi i vratu i najčešće se javljaju u parafaringealnom prostoru, prvenstveno vestibularne grane VIII kranijalnog nerva, mada tumor može zahvatiti bilo koji od III. do XII kranijalnog nerva. Švanomi koji su poreklom iz simpatičkih živaca ili ganglija, jako su retki.
Autori navode da se samo kod 47% bolesnika može odrediti poreklo švanoma i to ako su zahvaćeni veći nervi. Odvajanje tumora od nerva teorijski je moguće u toku hirurškog zahvata. Švanomi su odvojeni od nerva fibroznom kapsulom, za razliku od neurofibroma gde je nerv integralni deo neoplazme, i zato mora biti u toku terapije otklonjen zajedno sa tumorom.
Tumor svojim rastom potiskuje i komprimira susedni cerebelum, pons i kranijalne nerve. Obzirom na spor rast, u trenutku kada postanu simptomatski mnogi od ovih tumora su već veliki, pa i cistično izmenjeni.

### Patohistologija
Švanom nastaje iz ovojnice živca, tumor grade Švanove ćelije i kolageni vanćelijski matriks. Histološki termini Antoni tip A i Antoni tip B opisuju različite obrasce rasta. Tkivo tipa A je kompaktno i građeno je od izduženih vretenastih ćelija. Tkivo tipa B ima manje gustu organizaciju, često sa cističnim prostorima.
Mogu se javiti izolovano ili u sklopu neurofibromatoze tipa II, kada tipično nastaju obostrano vestibularno.
- Patohistološki nalaza kod švanoma Antoni
- Antoni tip A i
- Antoni tip A
- Antoni tip
- Antoni tip

- Patohistološki nalaza potkožnog švanoma
- Potkožni švanom Antoni
- Potkožni švanom

## Klinička slika
U zavisnosti od mesta nastanka, nerva koji je zahvaćen i veličine tumora oni daju različite simptome i znakove bolesti. Švanomi se najčešće manifestuju kao spororastuće mase, a bol i neurološki deficit upućuju na potencijalnu malignost.

## Dijagnoza
Magnetna rezonanca je superiornija u dijagnstici švanoma od kompjuterizovane tomografije u diferenciranju tumora od inflamatornih promena ili zdravog tkiva i naročito je značajna kod određivanja moguće granice intrakranijalne ekstenzije tumora. Pozitronska emisiona tomografija preporučuje se, takođe, kao potencijalno korisna metoda snimanja.

## Terapija
Lečenje švanoma kao i većine tumora je primarno hirurško, mada može biti i konzervativno.
Hirurško lečenje
Iako su ovi tumori, uglavnom, benigni, njihova resekcija može biti udružena sa značajnim postoperativnim morbiditetom. Zbog mogućeg neurološkog deficita udruženog sa resekcijom ovih tumora, pojedini autori sugerišu konzervativniji pristup kao što je enukleacija tumora, pre nego resekcija od ili sa nervom. Takođe, pojedini hirurzi zagovaraju i isključivo praćenje bolesnika ukoliko tumor ne izaziva značajne simptome, pa se tako npr. smatraju da lečenje švanoma srednjeg uva treba odložiti sve dok ne nastupe oštećenja sluha, jer je uspeh operacije u smislu vraćanja sluha ograničavajući, i da zato sa intervencijom ne treba žuriti.
Hirurški pristup tumorima farinksa otežan je zbog limitiranog intraoperativnog prikaza tumora i blizine važnih neurovaskularnih struktura. Preporučuju se dva pristupa: spoljašnji - transcervikalni pristup. i transoralni pristup direktnom endoskopijom.
Iako su švanomi uglavnom benigni, njihova resekcija iz spoljašnjeg slušnog hodnika može biti udružena sa značajnom postoperativnom ožiljnom stenozom. Adekvatan pristup podrazumeva kompletnu eksciziju sa minimalnim oštećenjem nezahvaćenih okolnih struktura. Moguć je transmeatalni, endauralni i retroaurikularni pristup.
Terapija izbora za švanom nosnog septuma je hirurško lečenje. Različiti pristupi kao što je lateralna rinotomija sa spoljašnjom etmoidektomijom, Caldwell Luc pristup (midface degloving) ili endoskopski endonazalni pristup preporučuju se u zavisnosti od ekstenzije tumora.
Konzervativno lečenje
Konzervativno lečenje je moguće, ali uz veliki oprez, jer tumori mogu da unište nervna vlakna i da izazovu trajan oštećenja.

## Spoljašnje veze
- Vestibularni švanom (neurinom akustikusa)

|  | Molimo Vas, obratite pažnju na važno upozorenje u vezi sa temama iz oblasti medicine (zdravlja). |